# Administració Transitòria de les Nacions Unides a Timor Oriental
L'Administració Transitòria de les Nacions Unides a Timor Oriental (UNTAET) va ser una missió de pau de les Nacions Unides desplegada al Timor Oriental entre 1999 i 2002. El seu objectiu va ser proporcionar transitòriament tota una administració civil efectiva, incloent l'acompliment de l'autoritat legislativa, executiva i judicial; mentre el país travessava un procés polític convuls que va culminar amb la seva independència. El mandat de la UNTAET va quedar establert pel que es disposa en la resolució 1272 del Consell de Seguretat del 25 d'octubre de 1999. En aquesta resolució el Consell va decidir que la UNTAET, a més d'ocupar-se de l'administració general de Timor-Leste, havia de mantenir l'ordre públic, establir una administració eficaç, contribuir al desenvolupament dels serveis civils i socials, realitzar labors de ajuda humanitària, fomentar el autogovern i ajudar para al desenvolupament sostenible de l'economia local. Fou liderada pel brasiler Sergio Vieira de Mello (Representant Especial del Secretari General per Timor Oriental) i el tinent general filipí Jaime de los Santos (Comandant suprem de les forces de pau (PKF)).
Una coalició de nacions va enviar tropes per donar suport a la missió de manteniment de la pau. Les forces foren liderades per Austràlia, que va proporcionar el contingent més gran i la base per a operacions, recolzada per Nova Zelanda, que va enviar el segon contingent més gran i es va fer càrrec de la meitat més volàtil del sud de la frontera principal, França, les forces especials del qual es van unir l'ANZAC el primer dia, així com contingents de Brasil, Canadà, Dinamarca, Fiji, Kenya, Irlanda, Japó, Malàisia, Singapur, Corea del Sud, Filipines, Portugal, Suècia, i el Regne Unit. Tot i que els Estats Units van recolzar l'autoritat de transició, ho van fer principalment mitjançant la subscripció de contractes per reemplaçar la infraestructura destruïda i, per tant, van evitar una implicació militar directa, permetent que la força liderada per l'ANZAC prengués el control. Tanmateix, els Estats Units van desplegar un contingent de policies de la policia estatunidenca per servir amb la Policia Internacional.

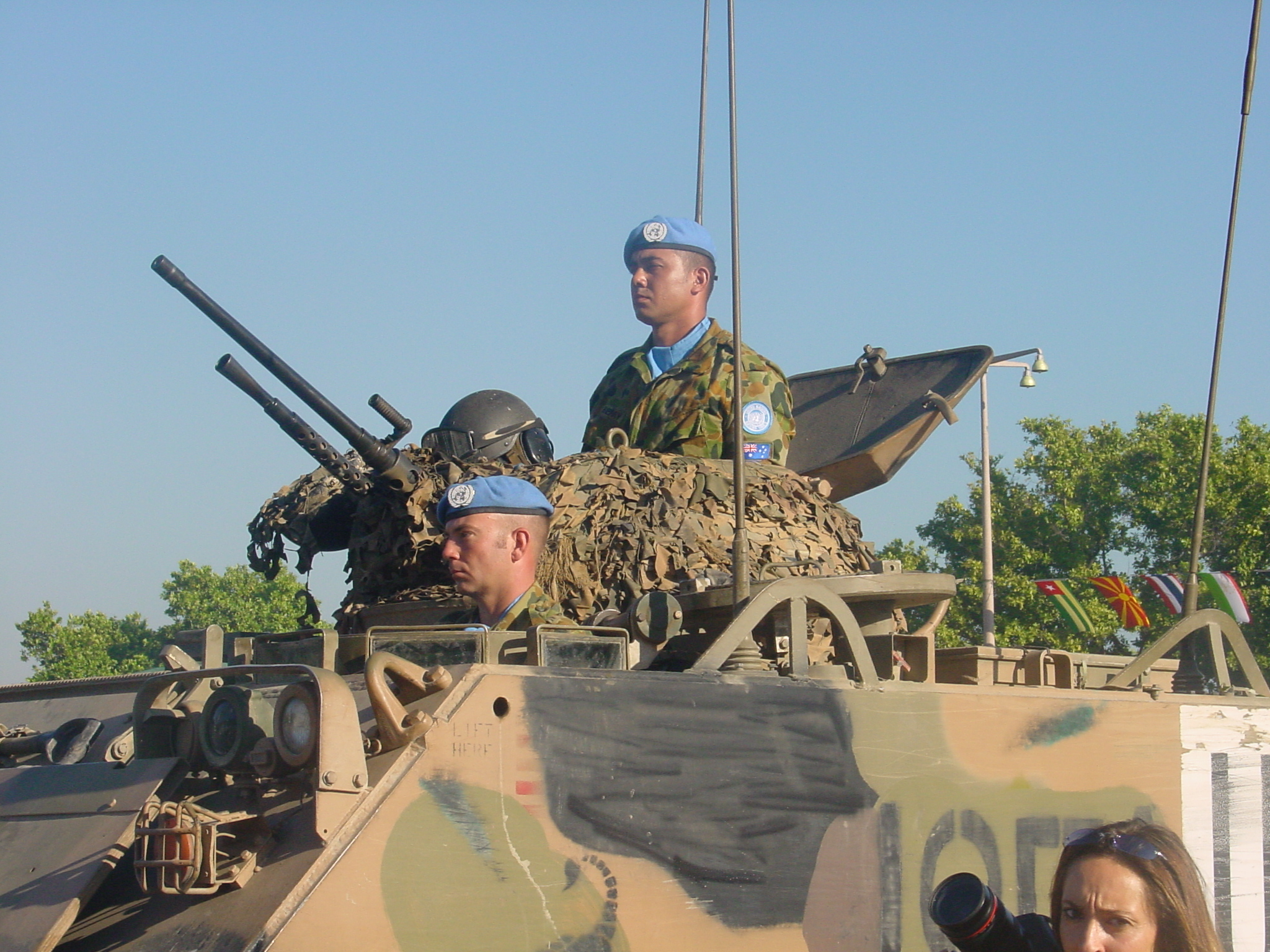
Soldats australians a Timor Oriental

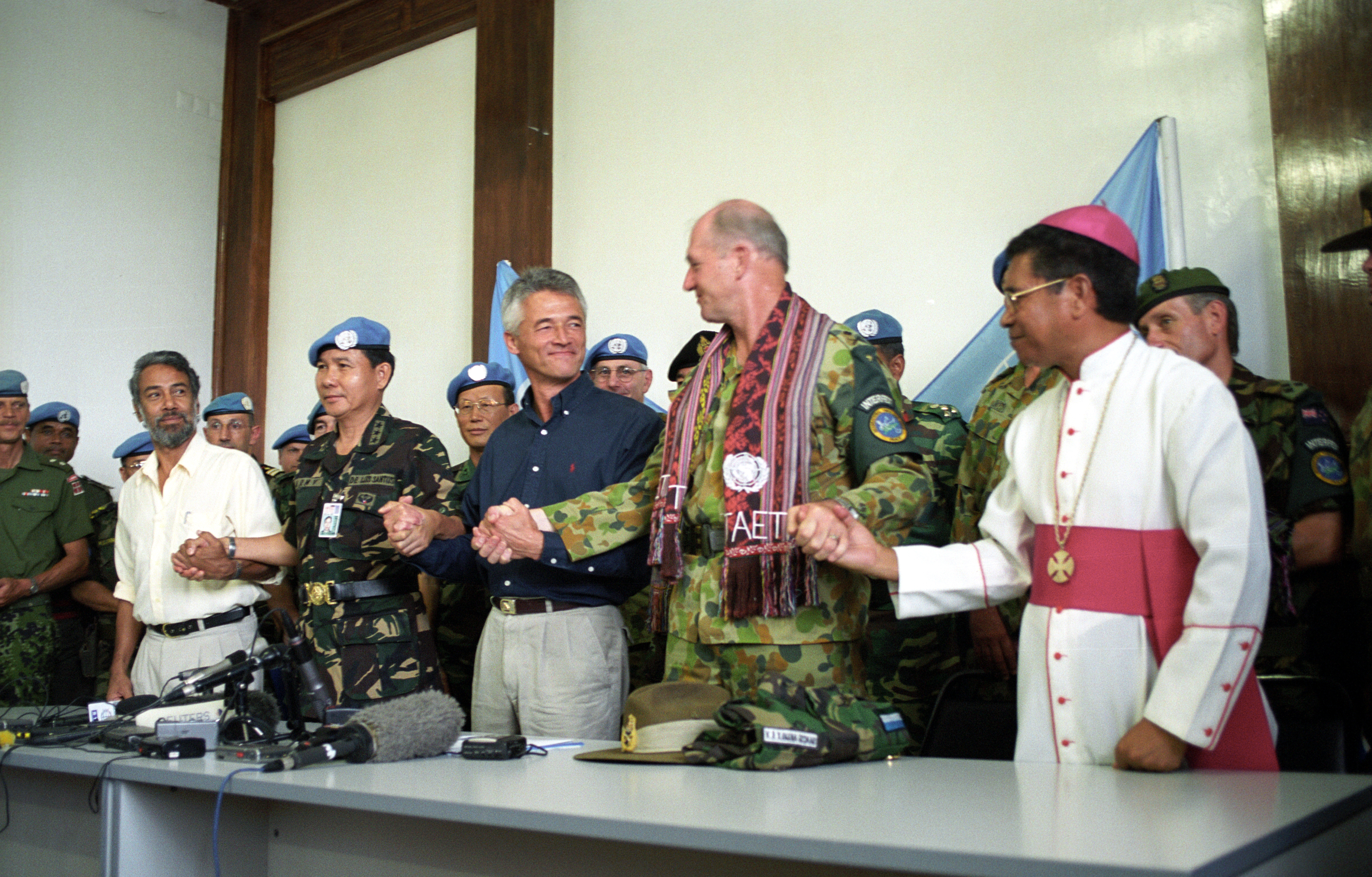
Transferència de poders de la INTERFET a la UNTAET

La UNTAET es va establir el 25 d'octubre de 1999 i va ser abolida el 20 de maig de 2002, amb la majoria de funcions aprovades al govern de Timor Oriental. Les forces militars i de policia van ser transferides a la recentment creada Missió de Suport de les Nacions Unides a Timor Oriental (UNMISET).

## Estructures administratives inicials
Un "Consell Consultiu Nacional" va ser creat el desembre de 1999 per UNTAET REG 1999/2, i va servir com a fòrum per als líders polítics i comunitaris de Timor Oriental per assessorar l'Administrador de Transició i discutir qüestions polítiques. El Consell comptava amb onze membres timoresos i quatre membres internacionals. També es va establir una "Comissió de Serveis Judicials Transicionals" per garantir la representació dels líders de Timor Oriental en les decisions que afecten el poder judicial a Timor Oriental. La Comissió estava formada per tres representants timoresos i dos experts internacionals. La seguretat va ser inicialment proporcionada per la Força Internacional per Timor Oriental (INTERFET), però va ser assumida per Força de Pau de la UNTAET (PKF) el febrer de 2000. La llei i l'ordre van ser mantingudes per una "Força Civil de les Nacions Unides" (CIVPOL) fins que es va establir un servei de policia de Timor Oriental a l'abril de 2000.

## Primera administració transitòria
Al juliol de 2000, els membres del Consell Consultiu Nacional es van ampliar a 36 membres, incloent un representant de cadascun dels 13 districtes de Timor Oriental, i el cos va ser rebatejat com a Consell Nacional. Tots els membres eren ara timoresos i representaven els principals partits polítics i comunitats religioses de Timor Oriental. El Consell Nacional es va convertir en un organisme d'estil legislatiu i va tenir el dret de debatre qualsevol normativa futura emesa per la UNTAET.
Al mes següent es va formar un òrgan executiu, el Gabinet de Transició de Timor Oriental, format per quatre membres de Timor i quatre membres internacionals.
Es va avançar en el desenvolupament d'un sistema judicial amb la Fiscalia General i un Servei de Defensa establert. També es van establir els tribunals de districte i el tribunal d'apel·lació.
El setembre del 2000, el Consell de Transició aprova l'establiment d'una "Força de Defensa de Timor Oriental". La força es va establir formalment al febrer de 2001 el moviment guerriller FALINTIL es va dissoldre oficialment i molts dels seus membres que es van unir a la nova força.
Durant aquest període es va completar un procés de registre de votants i es van preparar els preparatius per a les eleccions d'una Assemblea Constituent que prepararia Timor Oriental per obtenir la independència prevista el 2002.

## Segona Administració de Transició
Es van convocar eleccions per a una Assemblea Constituent de 88 membres pel 30 d'agost de 2001, segon aniversari del referèndum d'autonomia, el que va donar lloc a una pluralitat de places per al partit FRETILIN. L'Assemblea va nomenar un "Consell de Ministres" de transició al mes següent. El Consell de Ministres tenia 24 membres i estava liderat pel "Primer Ministre de transició" Mari Alkatiri.
L'Assemblea Constituent va completar el treball sobre un projecte de constitució que es va promulgar el març de 2002, l'Assemblea actuaria com a parlament de Timor Oriental després de la independència.
Es van celebrar eleccions presidencials a l'abril i Xanana Gusmão va ser elegit president del futur Timor Oriental independent. Timor Oriental es va convertir en un estat independent el 20 de maig de 2002.

## Post independència

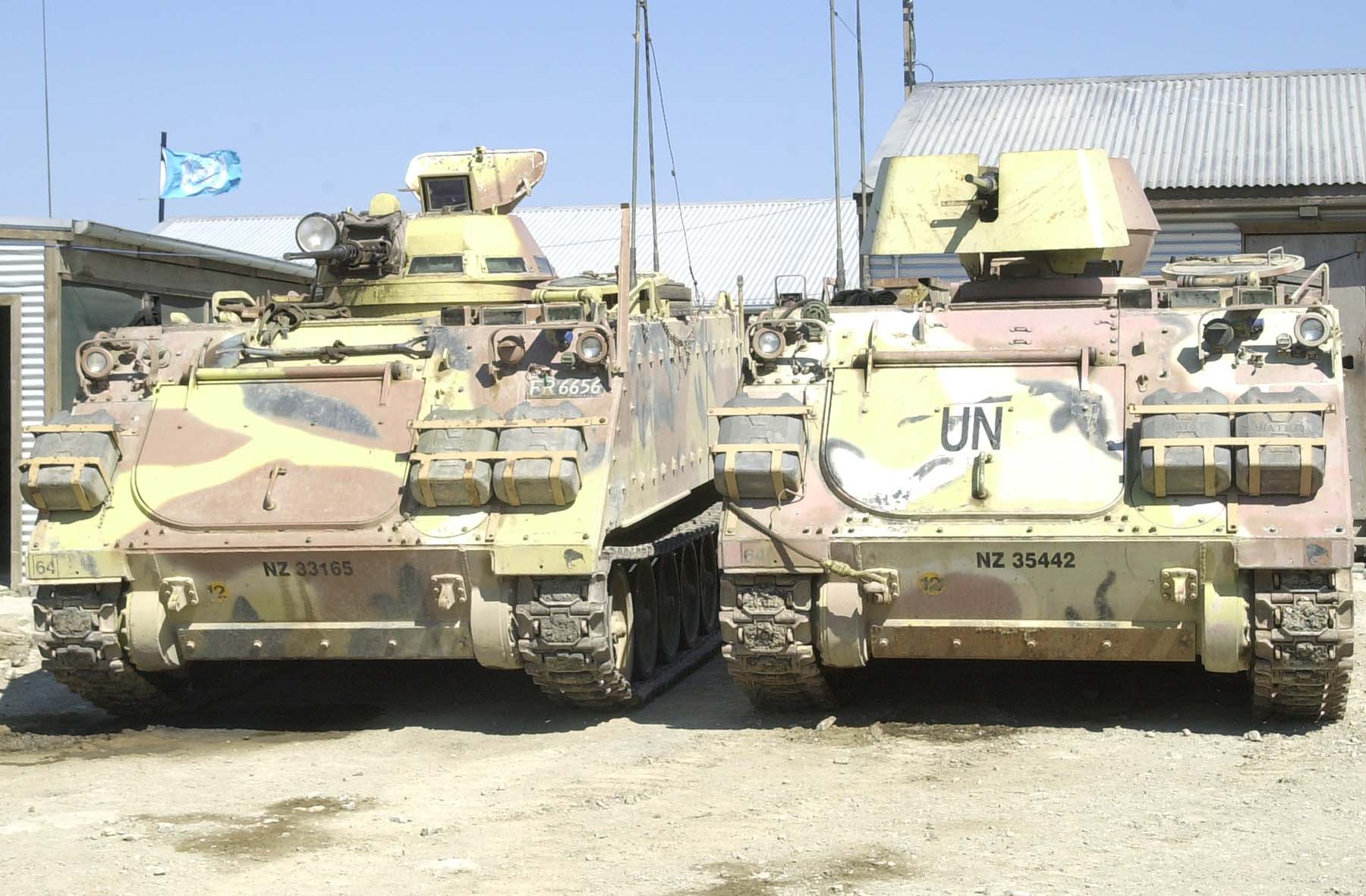
Personal blindat de Nova Zelanda de personal de la UNTAET a la base de Gate Pā a la zona sud de Suai (Timor Oriental), 2002

La UNTAET es va acabar després de la independència de Timor Oriental, però la presència de les Nacions Unides a Timor Oriental continuaria a través d'una nova Missió de Suport de les Nacions Unides a Timor Oriental (UNMISET).